# Kvindeliv
Kvindeliv er en dansk dokumentarfilm fra 2005, der er instrueret af Katrine Borre.

## Handling
Filmen følger tre enlige mødre i et socialt boligbyggeri i en forstad til Århus. Tre kvinder, der af lyst såvel som nød, lever et liv (næsten) uden mænd. Instruktøren udfordrer danske fordomme om enlige mødre ved at tegne et portræt af tre selvstændige kvinder, der ikke har drømt om tilværelsen som enlig mor, men alligevel sætter pris på den frihed og selvstændighed, de har. Instruktøren har fulgt Gitte på 40, Marie på 22 og Christina på 26 år gennem et år. Hverdagen er ikke altid let, ej heller kærligheden. Men dagene går, og børnene ser ud til at trives. Og råstyrke, drømme og længsler er der masser af.